# Saint-Cyr (Mancha)
Saint-Cyr é uma comuna francesa na região administrativa da Normandia, no departamento Mancha. Estende-se por uma área de 5,72 km². Em 2010 a comuna tinha 197 habitantes (densidade: 34,4 hab./km²).